# شنت ميجال
شنت ميجال هي بلدية في مقاطعة لُوَار الأطلسية في غرب فرنسا. 